# بیل را بکش
بیل را بکش (به انگلیسی: Kill Bill) چهارمین ساختهٔ نویسنده-کارگردان کوئنتین تارانتینو است. این فیلم در دو قسمت مجزای بیل را بکش بخش ۱ (پاییز سال ۲۰۰۳ میلادی) و بیل را بکش بخش ۲ (بهار سال ۲۰۰۴ میلادی) ساخته شده‌است و مدت نمایش آن مجموعاً چهار ساعت است. این یک فیلم حماسی و انتقام‌جویانهٔ دراماتیک است.
به گفتهٔ خود کارگردان این فیلم به عنوان ادای دین به فیلم‌های رده B هالیوودی ساخته شده‌است. در سرتاسر دوگانه می‌توان ادای دین‌های کارگردان نسبت به فیلم‌های مختلفی را که بعضاً شهرتی خاص دارند، مشاهده کرد.
روش‌های فیلم‌برداری و تدوین این اثر کاملاً خاص هستند. برای مثال فصل‌های مختلف فیلم با ترتیب زمانی به هم ریخته پخش می‌شود. درست مانند زمانی که در سینمایی قدیمی حلقه‌های فیلم اشتباه پخش می‌شد.

## داستان فیلم

### بخش ۱
عروس و داماد و مهمانان یک مراسم عروسی مختصر هنگام تمرین مراسم، هدف تیراندازی گروهی مسلح قرار می‌گیرند. عروس تنها زنده می‌ماند و کتک می‌خورد و تحقیر می‌شود. درست در لحظه‌ای که عروس به بیل (سردسته) می‌گوید فرزندی را که باردار است از اوست، بیل به سرش شلیک می‌کند.
روایت فیلم با فصل سوم چهارم داستان آغاز می‌شود. عروس را می‌بینیم که روبروی خانه‌ای معمولی توقف می‌کند. به محض باز شدن در (موسیقی متن روبرویی‌ها در فیلم Iron Side کار Quincy Jones است) با پن روی چهرهٔ عروس و زن رنگین‌پوستی (ورنیتا گرین، یکی از اعضای سابق گروه بیل) که در را گشوده‌است مبارزه‌ای خشن آغاز می‌شود.
مبارزه با رسیدن دختر کوچک زن رنگین‌پوست موقتاً قطع می‌شود و دو مبارز کاردهای خود را مخفی می‌کنند. ورنیتا به عروس پیشنهاد قهوه می‌کند و او هم می‌پذیرد. در ضمن آماده کردن قهوه ورنیتا با اسلحه‌ای که درون پاکت سریل مخفی کرده‌است به عروس شلیک می‌کند. اما تیر خطا می‌رود و عروس با پرتاب چاقو او را از پای درمی‌آورد.
دختر کوچک سر می‌رسد و مادرش را مرده می‌بیند. عروس می‌گوید: «نمی‌خواستم تو این صحنه را ببینی… وقتی بزرگ‌تر شدی اگر هنوز احساس بدی نسبت به این قضیه داشتی من منتظرم.» (تارانتینو در مصاحبه‌ای اعلام کرده‌است خیال دارد قسمت سومی بر اساس انتقام دختر ورنیتا گرین بسازد و این برنامه برای حدود ۲۰ سال آینده خواهد بود. او هم‌اکنون برای آن زمان فیلم‌هایی از ظاهر امروز تورمن گرفته‌است)
فیلم قطع می‌شود. صحنهٔ بعدی عروس را در بیمارستان در کما نشان می‌دهد. ال درایور با تبدیل لباس خود را به او می‌رساند و قصد دارد با تزریقی او را بکشد که بیل با او تماس می‌گیرد و او را بازمی‌دارد.
فیلم قطع می‌شود و چهار سال می‌گذرد. عروس هنوز در کما است. پرستار بیمارستان که مردی به نام باک است با یافتن مشتری برای جسم خفتهٔ او درآمدی به هم زده‌است. درست پیش از یکی از همین برنامه‌ها عروس به هوش می‌آید؛ اما هنوز در پاهایش حسی ندارد. زبان متجاوز را به دندان می‌گیرد. در صحنهٔ بعدی مرد را مرده روی زمین می‌بینیم. عروس روی زمین می‌خزد. چاقویی به پای باک می‌زند و بعد با ضربات در اتاق بیمارستان به سرش او را می‌کشد.
عروس دسته کلید باک را از جیب او برمی‌دارد و اتومبیل او را پیدا می‌کند. وارد می‌شود و شروع به تمرین می‌کند تا پاهایش به کار بیافتند. (بنا بر نوشتهٔ ویکی‌پدیای انگلیسی تارانتینو پاهای تورمن را در این صحنه با علاقهٔ خاصی مرکز توجه قرار می‌دهد)
در ضمن ۱۴ ساعتی که عروس نیاز دارد تا پاهایش به کار بیافتند داستان به سمت ماجرای اورن ای‌شی منتقل می‌شود. بلیت سفر به ژاپن عروس که در این صحنه نمایش داده می‌شود برای اولین بار نام او را نشان می‌دهد. (پیش از این در فیلم زمان گفته شدن نام واقعی عروس صدای بوقی آن را نامفهوم می‌کند)
داستان زندگی اورن ای‌شی تا ۱۹ سالگی به صورت انیمیشن نشان داده می‌شود. پدر اورن یک آمریکایی/چینی دورگه و مادرش ژاپنی بوده‌است. (دورگه‌ها در فرهنگ ژاپن احترام بسیار کمی دارند. (اشاره خورشید تابان، مایکل کرایتون) این بخش داستان با صدا و از زبان عروس نقل می‌شود.
یک رئیس یاکوزا در کودکی اورن ای‌شی؛ پدر و مادرش را می‌کشد و خانهٔ آن‌ها را به آتش می‌کشد. این کار جلوی چشم اورن ای‌شی که زیر تخت‌خواب مخفی شده‌است انجام می‌شود.
اورن ای‌شی سوگند انتقام می‌خورد و به زودی این کار را می‌کند. سردستهٔ یاکوزا پدوفیل است و اورن فرصت می‌یابد شکم او را در تخت‌خواب بدرد. سپس زیر تخت مخفی می‌شود و دو محافظ سردسته را با سلاح گرم بی‌رحمانه می‌کشد.
صحنهٔ بعد نوزده سالگی اورن ای‌شی را نشان می‌دهد. او از راه دور قتلی انجام می‌دهد و عروس می‌گوید که او تبدیل به یکی از بزرگ‌ترین قاتلان جهان شده بود و اضافه می‌کند در روزی که در کلیسایی در تگزاس ۹ نفر را کشت اشتباه بزرگی کرد. باید ۱۰ نفر را می‌کشت.
عروس تصمیم می‌گیرد نخست به دنبال اورن ای‌شی برود، زیرا تنها کسی است که خودش را مخفی نکرده. «وقتی کسی سردستهٔ مافیای ژاپن می‌شود، نمی‌تواند خودش را پنهان کند.»
عروس به اوکیناوا سفر می‌کند تا هاتوری هانزو، شمشیرساز بزرگ ژاپنی (هاتوری هانزو نام چند شمشیرساز افسانه‌ای در ژاپن فئودالی است) را ببیند. او از هاتوری هانزو می‌خواهد برایش شمشیری بسازد و او هم این کار را می‌کند و طی مراسمی مختصر شمشیر را به دست او می‌دهد. شمشیری که به گفتهٔ خود او اگر در راه با خدا برخورد کرد، از خدا هم عبور خواهد کرد.
در صحنهٔ بعدی عروس را (با موسیقی متن فیلم گرین هورنت) در حال تعقیب دستهٔ اورن ای‌شی می‌بینیم و می‌فهمیم که اورن ای‌شی سردستهٔ اتحادیهٔ یاکوزا شده‌است. اورن ای‌شی دو محافظ دارد یکی گوگو یوباری که دختری ۱۷ ساله و تشنهٔ خون است و دومی جانی مو، رئیس دستهٔ او موسوم به ۸۸، است. همین‌طور سوفی فتال که او هم از دستهٔ بیل بوده‌است و اکنون دست راست اورن ای‌شی محسوب می‌شود.
عروس در این بخش با لباس زردی که ادای دین کارگردان به فیلم‌های بروس لی است ظاهر می‌شود. خود را به رستوران پاتوق دستهٔ اورن ای‌شی می‌رساند و طی نبردی طولانی و پر از خون‌ریزی دسته را قتل‌عام می‌کند. یکی از کسانی که زنده می‌ماند سوفی فتال است که تنها یک دستش قطع می‌شود. گوگو یوباری هم مبارزه‌ای جداگانه با عروس دارد و پس از مرگ او عروس و اورن‌ای‌شی در حیاط برف‌پوش رستوران نبردی با کاتانا به شیوهٔ سامورایی دارند. عروس موفق می‌شود بالای سر اورن ای‌شی را قطع کند.
عروس، سوفی فتال را شکنجه می‌دهد تا جای دیگر اعضای دسته را به او بگوید و از او می‌خواهد همه چیز را به بیل بگوید.

### بخش ۲
صحنهٔ اول فیلم تک‌گویی عروس در حال رانندگی است که ماجرا را سربسته تعریف می‌کند و می‌گوید دارد به قصد کشتن بیل می‌رود و تا به حال خیلی‌ها را کشته. فیلم‌برداری این صحنه سیاه و سفید انجام گرفته‌است.
باک، برادر بیل به عنوان بانسر در باری در تگزاس کار می‌کند. بانسری که در کار خود موفق هم نیست و رییسش از او ناراضی است. یک شب باک به خانه‌اش که کاروانی کنار کوه و بیابان است برمی‌گردد و عروس را می‌بینیم که زیر کاروان کمین کرده‌است. باک به درون می‌رود و عروس در را باز می‌کند که با شمشیر به او حمله کند. اما باک تفنگ به دست منتظر روی صندلی نشسته‌است و خرده‌های سنگ نمک به سینهٔ عروس شلیک می‌کند.
باک عروس را دست و پا بسته در تابوتی زنده دفن می‌کند. فیلم فلش‌بکی به زمان گذشته دارد که در آن بیل و عروس به نزد پای‌می، استاد چینی هنرهای رزمی، می‌روند تا به عروس آموزش دهد.
پای‌می به او طی دوره‌ای طولانی و دردناک آموزش می‌دهد و چند تکنیک انحصاری را هم به او یاد می‌دهد. از جمله مشت شش اینچی (ضربه با حداکثر قوا از فاصلهٔ ۱۵ سانتی‌متری که حرکت مشخصهٔ بروس لی بود).
فلش‌بک تمام می‌شود و عروس را در تابوت می‌بینیم که با تیغی که در چکمه‌اش مخفی کرده خود را آزاد می‌کند و با استفاده از تکنیک مشت شش اینچی تابوت را می‌شکند و از قبر بیرون می‌آید. همان شب باک با ال درایور تماس می‌گیرد و می‌گوید عروس را کشته و حاضر است شمشیر هاتوری هانزو او را به یک میلیون دلار بفروشد.
صبح روز بعد ال درایور با پول از راه می‌رسد. باک کیف حاوی پول را باز می‌کند و ناگهان یک مار مامبای سیاه که ال درایور در کیف گذاشته بود، او را نیش می‌زند. در ضمن این‌که باک جان می‌کند، ال درایور از ویژگی‌های مامبای سیاه می‌گوید. سپس به بیل زنگ می‌زند و نشانی گور اشتباهی را که باک به او داده به بیل می‌دهد و می‌گوید آن‌جا آرامگاه ابدی «بئاتریکس کیدو» است. این اولین بار است که در فیلم نام عروس را به‌طور واضح و با اطمینان می‌شنویم. بار قبلی زمانی است که بیل قبل از کشتار با او در کلیسا دیدار می‌کند و او را Kiddo خطاب می‌کند. اما از دید بیننده ممکن است این خطابی محبت‌آمیز به نظر برسد)
پس از تماس، کیدو از راه می‌رسد و دو زن با هم درگیر نبردی می‌شوند. در طی نبرد ال درایور اعتراف می‌کند که او پای‌می را به تلافی بیرون آوردن یک چشمش مسموم کرده‌است. کیدو چشم دیگر او را بیرون می‌آورد و او را به حال خود نزدیک مار مامبای سیاه رها می‌کند.
کیدو پدرخواندهٔ بیل را می‌یابد و او با میل آدرس بیل را به او می‌دهد و می‌گوید خود بیل هم می‌خواهد او را ببیند. کیدو به سراغ بیل می‌رود. اما در آن‌جا از دیدن دختر خردسال خود شگفت‌زده می‌شود. بیل از کودک نگهداری کرده بود.
شب هنگام بیل با تفنگ سرم راستی به کیدو تزریق می‌کند و او را وامی‌دارد بگوید چرا او را ترک کرده و کیدو می‌گوید این کار را کرده تا فرزندش دور از محیط زندگی بیل به دنیا بیاید و بزرگ شود و زندگی‌ای طبیعی داشته باشد.
در نبردی که بعد از آن درمی‌گیرد، کیدو تکنیک دیگر پای‌می، کف پنج نقطه‌ای انفجار قلب، را که پنهان مانده بود به کار می‌گیرد و بیل می‌میرد.

## موسیقی متن
- Nancy Sinatra - Bang Bang
- Charlie Feathers - That Certain Female
- Louis Bacalov - The Grand Duel (Parte Prima)
- Bernard Hermann - Twisted Nerve
- The RZA - Ode to Oren Ishii
- Isaac Hayes - Run Fay Run
- Al Hirt - Green Hornet
- Tomoyasu Hotei - Battle without Honour
- Santa Esmeralda - Don't let me be misunderstood
- The 5 6 7 8s - Woo Hoo
- The RZA-Charles Bernstein - Cranewhite Lightning
- Meiko Kaji - The Flower of Carnage
- James Last & George Zamfir - The lonely Shepherd
- Quincy Jones - Ironside (Excerpt)
- Neu! - Super 16
- The RZA - Yakuza Oren 1
- The RZA - Banister Fight
- Flip Sting